# 森特一號鎮區 (密蘇里州格林縣)
森特一號鎮區（英語：Center No. 1 Township）是位於美國密蘇里州格林縣的一個行政鎮區。

## 地方資料
森特一號鎮區的面積為39.72平方千米，皆為陸地。根據2020年美國人口普查的數據，當地共有人口4434人，而人口密度為每平方千米111.63人。